# Droga krajowa nr 48 (Węgry)
Droga krajowa nr 48 (węg. 48-as főút) – droga krajowa w komitacie Hajdú-Bihar we wschodnich Węgrzech. Długość - 30 km. Przebieg: 
- Debreczyn – skrzyżowanie z 4
- Vámospércs
- przejście graniczne Nyírábrány – Valea lui Mihai na granicy węgiersko-rumuńskiej